# Гайдамака (фестиваль)
Гайдама́ка — щорічний фестиваль козацького бойового звичаю, започаткований у 2008-му році.

## Мета фестивалю
Передусім фестиваль «Гайдамака» покликаний сприяти поширенню серед жителів України любові до історії своєї Батьківщини та її захисників. Досягнути цієї мети організатори даного заходу намагаються через демонстрацію козацьких звичаїв, їх неперервності з часів Київської Русі і до сьогодення, звернення до національної свідомості сучасних українців.

## Організатори
Усі 4 роки проведення фестивалю його організатором є громадська організація «Братство козацького бойового Звичаю “Спас”» (м. Київ), діяльність якої загалом присвячена збереженню та поширенню як воїнських традицій українського козацтва, так і української культури загалом.
Ініціатором фестивалю є голова братства — Вадим Васильчук.

## Історія
Започаткування заходу.
Вперше фестиваль «Гайдамака» був проведений у жовтні 2008 року. Під час заходу відбулася екскурсія до Букрина та Скіфських валів. Учасники фестивалю відвідали музей Трипілля, Букринський плацдарм, Трахтемирів, Дерево тризуб, вшанували пам'ять український захисників на Козацькому цвинтарі, побували на могилах козака Мухи та гетьмана Правобережної України Андрія Могили.
Скуштувавши козацький куліш, учасники змогли позмагатися у справжніх козацьких забавах: на шаблях та списах, боротьбі на кушаках та бою на мішках, пройти смугу перешкод, поборотися лава-на-лаву та повправлятися із страйкбольною зброєю.
У наступні кілька днів було проведено екологічний захід на території острова Труханів, а також відкритий семінар «Спас — бойовий Звичай українського народу». Далі організатори та гості заходу взяли участь в ході з нагоди святкування дати зародження українського війська та козацтва.
Здавна козаки вважали Пресвяту Богородицю своєю покровителькою, яка давала їм сили для боротьби і оберігала від загибелі. Тому проведення фестивалю «Гайдамака» пов'язано із святом Покрови.
З цього приводу учасники фестивалю взяли участь у відкритті церкви «Св. Покрови» в Чернівецькій області, де вшанували пам'ять українських воїнів спільною молитвою та запаленням свічок. З нагоди святкування 10-річчя діяльності Братства козацького бойового Звичаю «Спас» у Центрі культури і мистецтв СБУ відбувся святковий концерт «Покрова — мати українського воїнства!», яким і закінчився фестиваль.

## «Гайдамака-2009 та 2010»

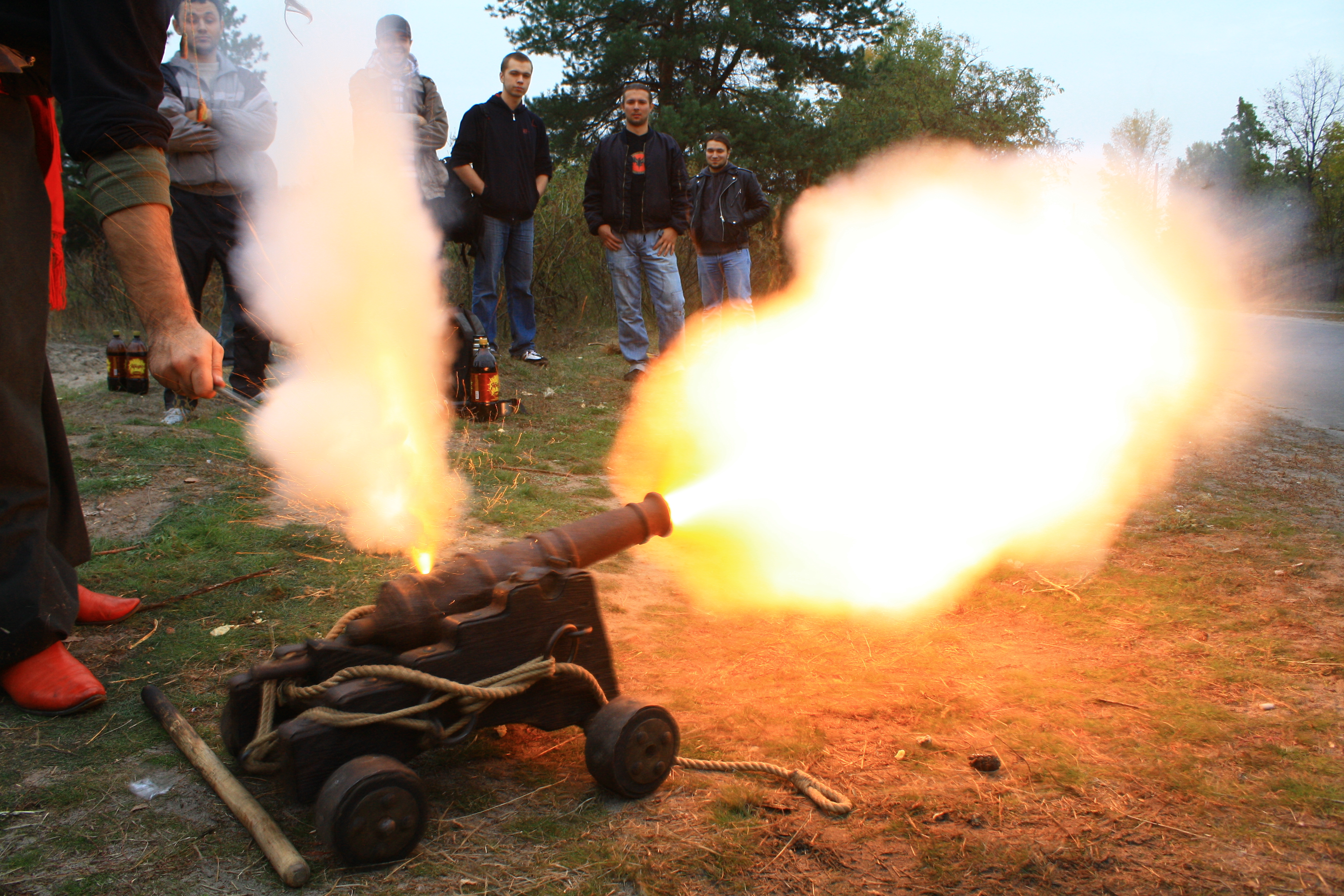
2010

Другий та третій фестиваль бойового Звичаю «Гайдамака» відбувся у вигляді квесту, який став справжнім випробуванням для сучасних козаків та козачок. Намагаючись відшукати козацькі клейноди, надійно сховані підступними ворогами, учасникам довелося стріляти з лука, гармати, долати водні перешкоди і навіть грати на литаврах. Команди також змагалися на швидкість у розкладенні намету, розпалюванні багаття та приготуванні куліша. Традиційними на козак-квесті є такі забави, як нічні шали, смуга перешкод, битва на шаблях та списах, боротьба навхрест та вправи з батогом.
Активний відпочинок, командні змагання та справжній козацький дух приваблює сучасну молодь, саме тому в змаганні взяли участь близько ста чоловік. Найспритніші та найсильніші отримали винагороду щирим козацьким золотом.
Традиційно другу частину фестивалю проводять у вигляді святкового концерту, у якому щороку беруть участь такі українські гурти: «TaRuta», «Самі Свої», «Веремій», «Хорея Козацька», «PoliКарп», «Тінь Сонця». Особливої атмосфери фестивалю надає спів відомого кобзаря Тараса Компаніченка та виступи братів Капранових.

## «Гайдамака-2011»
IV Всеукраїнський фестиваль козацького бойового Звичаю Спас «Гайдамака» в 2011 році було проведено в такому порядку:
1-ий день (1 жовтня 2011 року)
Козак-квест.

Місце проведення: Труханів острів.
Час: з 9.00 до 10.00 збір команд на Поштовій площі.
Реєстрація: з 9.30 на Трухановому острові (відразу за пішохідним мостом).
11.30 — роз'яснення правил квесту
Початок квесту: 12.00
Закінчення квесту: 16.30
Суть: пройти всі козацькі випробування зі своєю командою і виграти гайдамацький скарб.
Головний приз: 1000 гривень (7 кг гривеників); 2-е місце 750 гривень; 3-є місце 500 гривень.
2-й день (2 жовтня 2011 року)
Ярмарок майстрів.
Місце: Контрактова площа.
Час: 12.00 — 18.00
Суть: алея майстрів, козацькі забави, майданчики бойових мистецтв, кобзарі і багато чого іншого.

Святковий концерт
Місце: Культурно-мистецький центр НаУКМА (КМЦ).
Час: 19.00 — 22.00
У програмі: нагородження переможців Козак-квесту, показові виступи козацьких традиційних бойових мистецтв.
Виступи гуртів: «Гайдамаки», «TaRuta», «Рутенія», «Тінь Сонця».